# J2리그

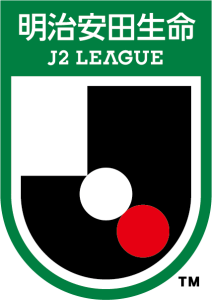

J2리그(J2リーグ)는 일본의 축구 리그 시스템에서 상위 두 번째 리그이다. 1999년부터 2부제 도입에 따라 J리그 디비전 2(Jリーグ ディビジョン2)로 불리다가, 2015년 J2리그로 명칭이 변경되었다.

## 역사
명맥상 2부 리그로 존재했던 것은 1973년부터였지만 1999년이 되어서야 10개의 클럽이 프로화를 하면서 J리그가 1, 2부로 나뉘어 본격적으로 승강제가 시작되었다.

## 리그 체계
1999년 2부 리그가 창설된 후부터 1부의 최하위 두 팀과 2부의 최상위 두 팀이 서로 맞바꾸는 시스템의 유럽의 리그들과 비슷한 양상을 띠게 되었다. 2004 시즌부터 2008 시즌까지는 1부 리그의 16위 팀과 2부 리그의 3위 팀이 승강전을 치르기도 하였다. 2009 시즌부터는 승강전을 폐지하고 1부 리그의 최하위 세 팀과 2부 리그의 최상위 세 팀을 맞바꾸는 형식으로 확대되었다. 2012년부터 J2의 규모가 확대되면서 잉글랜드의 풋볼 리그 챔피언십과 유사한 4강 승격 플레이오프 방식이 도입되었다.
일본 풋볼 리그가 현재 세미프로 리그로서 3부 리그를 구성하고 있으며, J리그 연맹 가입 클럽에 한해서는 J2로 승격할 수도 있다. J2에서 일본 풋볼 리그로 강등되는 시스템은 2012년부터 도입되었다.
J2가 목표로 하고 있는 최대 클럽 수는 22개이며 2012 시즌에 FC 마치다 젤비아와 마쓰모토 야마가 FC가 일본 풋볼 리그에서 승격하게 됨에 따라 2012 시즌부터 22개 클럽을 채웠다.

## 클럽
2012년부터 홈 앤드 어웨이로 2경기씩 42라운드를 치러 우승 팀을 겨룬다. 상위 세 팀(1위, 2위, 3위~6위는 플레이오프로 1팀 결정)은 J1으로 승격된다.

### 2025 시즌 참가 클럽
| 구단                     | 연고지                      | 경기장                                                        | 수용인원      | 감독                | 비고                   |
| ------------------------ | --------------------------- | ------------------------------------------------------------- | ------------- | ------------------- | ---------------------- |
| 베갈타 센다이            | 미야기현                    | 유아텍 스타디움 센다이                                        | 19,694        | 이토 아키라         | J2리그 2023            |
| 블라우블리츠 아키타      | 아키타현                    | 소유 스타디움 아키긴 스타디움                                 | 18,528 4,992  | 요시다 겐           | J2리그 2023            |
| 몬테디오 야마가타        | 야마가타현                  | ND소프트 스타디움                                             | 20,315        |                     | J2리그 2023            |
| 이와키 FC                | 후쿠시마현,이와키시         | J 빌리지 스타디윰                                             | 5,600         | 타무라 유조         | J3리그 2023            |
| 미토 홀리호크            | 이바라키현, 미토시          | K's 덴키 스타디움 미토                                        | 12,000        | 아키바 타다히로     | J2리그 2023            |
| 더스파구사쓰 군마        | 군마현                      | 쇼다쇼유 스타디움 군마                                        | 15,253        | 쿠도 키요카즈       | J2리그 2023            |
| 오미야 아르디자          | 사이타마현, 사이타마시      | NACK5 스타디움 오미야                                         | 15,500        | 나가사와 테츠       | J2리그 2023            |
| 제프 유나이티드          | 지바현, 이치하라시 & 지바시 | 후쿠다 전자 아레나                                            | 19,781        | 고바야시 요시유키   | J2리그 2023            |
| 도쿄 베르디              | 도쿄도                      | 아지노모토 스타디움                                           | 49,970        | 조후쿠 히로시       | J2리그 2023            |
| 마치다 젤비아            | 도쿄도, 마치다시            | 마치다 시립 육상 경기장                                       | 10,328        | 쿠로다 고우         | J2리그 2023            |
| 방포레 고후              | 야마나시현                  | 도쿄 국립 경기장 (2023년 ACL 한정) JlT 리사이틀 잉크 스타디움 | 17,000        | 시노다 요시유키     | J2리그 2023            |
| 츠바이겐 가나자와        | 이시카와현, 가나자와시      | 이시카와 현 서부 녹지공원 육상 경기장                         | 20,261        | 히로시 모리시타     | J2리그 2023            |
| 시미즈 에스펄스          | 시즈오카현,시즈오카시       | IAI 스타디움 니혼다이라                                       | 20,339        | 아키바 다다히로     | J1리그 2023            |
| 주빌로 이와타            | 시즈오카현,이와타시         | 시즈오카 스타디움 에코파 야마하 스타디움                      | 50,889 16,893 | 존 허친슨           | J1리그 2024 18위(강등) |
| 후지에다 MYFC            | 시즈오카현,후지에다시       | 후지에다 종합 운동공원 축구장                                 | 13,000        | 스도 다이스케       | J3리그 2023            |
| 홋카이도 콘사돌레 삿포로 | 삿포로 시                   | 삿포로 돔                                                     | 41,484        |                     | J1리그 2024 19위       |
| 레노파 야마구치          | 야마구치현                  | 유신 백년기념공원 육상경기장                                  | 15,115        | 나쓰카 요시히로     | J2리그 2023 16위       |
| 도쿠시마 보르티스        | 도쿠시마현                  | 포카리 스웨트 스타디움                                        | 20,000        | 베냐토 라바인       | J2리그 2023            |
| V-파렌 나가사키          | 나가사키현                  | 트랜스코스모스 스타디움 나가사키                              | 15,149        | 파비오 카릴레       | J2리그 2023            |
| 로아소 구마모토          | 구마모토현,구마모토시       | 에가오 겐코 스타디움                                          | 32,000        | 오키 다케시         | J2리그 2023            |
| 오이타 트리니타          | 오이타현                    | 오이타 스포츠공원 종합경기장                                  | 31,919        | 카타노사카 토모히로 | J2리그 2023            |
|                          |                             |                                                               |               |                     |                        |
|                          |                             |                                                               |               |                     |                        |
|                          |                             |                                                               |               |                     |                        |

## 우승과 승격
1999년부터 2003년까지는 준우승 팀까지만 J1로 승격할 수 있었다. 또한, 2004년부터 2008년까지는 3위 팀은 J1의 16위 팀과 플레이오프를 치러서 승리해야 승격할 수 있었다. 2009년부터 2011년까지는 상위 3개 팀이 자동 승격을 하는 방식이었고, 2012년 시즌부터는 우승 팀과 준우승 팀이 자동 승격을 하고 3위~6위 팀이 플레이오프를 치러서 그 중 한 팀이 추가로 승격하는 방식으로 바뀌었다.

### 1999–2011
| 시즌 | 우승              | 준우승                 | 3위                | 4위               |
| ---- | ----------------- | ---------------------- | ------------------ | ----------------- |
| 1999 | 가와사키 프론탈레 | FC 도쿄                | 오이타 트리니타    | 알비렉스 니가타   |
| 2000 | 콘사도레 삿포로   | 우라와 레드 다이아몬즈 | 오이타 트리니타    | 오미야 아르디자   |
| 2001 | 교토 퍼플 상가    | 베갈타 센다이          | 몬테디오 야마가타  | 알비렉스 니가타   |
| 2002 | 오이타 트리니타   | 세레소 오사카          | 알비렉스 니가타    | 가와사키 프론탈레 |
| 2003 | 알비렉스 니가타   | 산프레체 히로시마      | 가와사키 프론탈레  | 아비스파 후쿠오카 |
| 2004 | 가와사키 프론탈레 | 오미야 아르디자        | 아비스파 후쿠오카※ | 몬테디오 야마가타 |
| 2005 | 교토 퍼플 상가    | 아비스파 후쿠오카      | 반포레 고후※       | 베갈타 센다이     |
| 2006 | 요코하마 FC       | 가시와 레이솔          | 비셀 고베※         | 사간 도스         |
| 2007 | 콘사도레 삿포로   | 도쿄 베르디 1969       | 교토 상가※         | 베갈타 센다이     |
| 2008 | 산프레체 히로시마 | 몬테디오 야마가타      | 베갈타 센다이※     | 세레소 오사카     |
| 2009 | 베갈타 센다이     | 세레소 오사카          | 쇼난 벨마레        | 반포레 고후       |
| 2010 | 가시와 레이솔     | 반포레 고후            | 아비스파 후쿠오카  | 제프 유나이티드   |
| 2011 | FC 도쿄           | 사간 도스              | 콘사도레 삿포로    | 도쿠시마 보르티스 |

- 굵은 글씨는 그 다음 해 J1로 승격한 팀을, 3위 팀 중 ※표시된 팀은 J1의 16위 팀과 플레이오프를 치른 팀을 의미한다.

### 2012–2022
| 시즌 | 자동 승격                | 자동 승격         |                    | 승격 플레이오프 진출 | 승격 플레이오프 진출 | 승격 플레이오프 진출 | 승격 플레이오프 진출 |
| 시즌 | 우승                     | 준우승            | 3위                | 4위                  | 5위                  | 6위                  |                      |
| ---- | ------------------------ | ----------------- | ------------------ | -------------------- | -------------------- | -------------------- | -------------------- |
| 2012 | 반포레 고후              | 쇼난 벨마레       | 교토 상가 FC       | 요코하마 FC          | 제프 유나이티드      | 오이타 트리니타      |                      |
| 2013 | 감바 오사카              | 비셀 고베         | 교토 상가 FC       | 도쿠시마 보르티스    | 제프 유나이티드      | V-바렌 나가사키      |                      |
| 2014 | 쇼난 벨마레              | 마쓰모토 야마가   | 제프 유나이티드    | 주빌로 이와타        | 기라반츠 기타큐슈†   | 몬테디오 야마가타    |                      |
| 2015 | 오미야 아르디자          | 주빌로 이와타     | 아비스파 후쿠오카  | 세레소 오사카        | 에히메 FC            | V-바렌 나가사키      |                      |
| 2016 | 홋카이도 콘사돌레 삿포로 | 시미즈 에스펄스   | 마쓰모토 야마가 FC | 세레소 오사카        | 교토 상가 FC         | 파지아노 오카야마 FC |                      |
| 2017 | 쇼난 벨마레              | V-파렌 나가사키   | 나고야 그램퍼스    | 아비스파 후쿠오카    | 도쿄 베르디          | 제프 유나이티드 지바 |                      |
| 2018 | 마츠모토 야마가          | 오이타 트리니타   | 요코하마 FC        | 마치다 젤비아†       | 오미야 아르디자      | 도쿄 베르디и         |                      |
| 2019 | 가시와 레이솔            | 요코하마 FC       | 오미야 아르디자    | 도쿠시마 보르티스и   | 도쿠시마 보르티스    | 방포레 고후          |                      |
| 2020 | 도쿠시마 보르티스        | 아비스파 후쿠오카 | V-파렌 나가사키    | 반포레 고후          | 기라반츠 기타큐슈    | 주빌로 이와타        |                      |
| 2021 | 주빌로 이와타            | 교토 상가 FC      | 반포레 고후        | V-파렌 나가사키      | FC 마치다 젤비아     | 알비렉스 니가타      |                      |
| 2022 | 알비렉스 니가타          | 요코하마 FC       | 파지아노 오카야마  | 로아소 구마모토и     | 오이타 트리니타      | 몬테디오 야마가타    |                      |

- 2012-2017년은 3위~6위의 토너먼트에서 이긴 팀이 승격.
- 2020-2021년은 1위와 2위만 승격.
- †표시는 승격 플레이오프 참가 불가 팀을 의미한다.
- и는 J1과의 승격 결정전으로 진행된 팀

## 강등
2012년 시즌에 팀이 22개가 되면서, J2-JFL 간 승강제가 본격적으로 시행되었다. 2014년 J3리그의 출범이 확정되면서 2013년부터는 J2-J3 간 승강제로 운영된다.
다음은 2012년 시즌 이후의 최하위 팀 기록이다. 굵은 글씨는 강등된 팀을 의미한다. 2021년은 코로나 대책으로 2020년이 없었기 때문에 4팀 강등.

### 2012–2022
| 시즌 | 19위              | 20위                | 21위              | 22위                   |
| ---- | ----------------- | ------------------- | ----------------- | ---------------------- |
| 2012 | 카탈레 도야마     | 가이나레 돗토리     | FC 기후           | 마치다 젤비아          |
| 2013 | 로아소 구마모토   | 더스파구사쓰 군마   | FC 기후           | 가이나레 돗토리        |
| 2014 | 에히메 FC         | 도쿄 베르디         | 카마타마레 사누키 | 카탈레 도야마          |
| 2015 | 미토 홀리호크     | FC 기후             | 오이타 트리니타   | 도치기 SC              |
| 2016 | 카마타마레 사누키 | FC 기후             | 츠바이겐 가나자와 | 기라반츠 기타큐슈      |
| 2017 | 카마타마레 사누키 | 레노파 야마구치 FC  | 로아소 구마모토   | 더스파구사쓰 군마      |
| 2018 | 교토 상가         | FC 기후             | 로아소 구마모토   | 카마타마레 사누키      |
| 2019 | 마치다 젤비아     | 가고시마 유나이티드 | 도치기 SC         | FC 기후                |
| 2020 | FC 마치다 젤비아  | 더스파구사쓰 군마   | 에히메 FC         | 레노파 야마구치 FC     |
| 2021 | SC 사가미하라     | 에히메 FC           | 기라반츠 기타큐슈 | 마쓰모토 야마가 FC     |
| 2022 | 오미야 아르디자   | 더스파구사쓰 군마   | FC 류큐           | 이와테 그루자 모리오카 |

## 같이 보기
- 일본 축구 협회
- 일본의 축구 리그 시스템
- J리그
- 일본 풋볼 리그
- 일본 지역 리그
- 슈퍼컵 (일본)
- 천황배 JFA 전일본 축구선수권대회
- J리그컵
- F.리그